# Учасники російсько-української війни Ч
Учасники російсько-української війни, прізвища яких починаються з літери Ч:
1. Чабан Андрій Олександрович
2. Чабан Вадим Романович
3. Чабан Олександр Олександрович
4. Чабан Роман Ярославович
5. Чабан Сергій Петрович
6. Чабан Тарас Олександрович
7. Чабаненко Михайло Анатолійович
8. Чабанов Дмитро Анатолійович
9. Чабанов Дмитро Миколайович
10. Чабанчук Денис Миколайович
11. Чавалах Дмитро Петрович
12. Чагаринський Владислав Юрійович
13. Чайгуцький Андрій Едуардович
14. Чайка Дмитро Сергійович
15. Чайка Євген Анатолійович
16. Чайка Максим Ігорович
17. Чайка Олег Олександрович
18. Чайка Павло Миколайович
19. Чайка Руслан Русланович
20. Чайка Сергій Володимирович
21. Чайка Тарас Ігорович
22. Чайковський Сергій Едуардович
23. Чалапко Віктор Анатолійович
24. Чалий Василь[1]
25. Чалий Віталій Володимирович
26. Чалий Кирило Геннадійович
27. Чалий Ярослав Михайлович
28. Чаловський Костянтин Вікторович
29. Чаплигін Дмитро Юрійович[2]
30. Чапко Тарас Олексійович
31. Чаплинський Юрій Віталійович
32. Чаплюк Микола Миколайович
33. Чаркас Андрій Степанович
34. Чарковський Олександр Юрійович
35. Чапля Олексій Степанович
36. Часник Юрій Васильович
37. Чашка Марія Теодорівна
38. Чаюк Денис Валентинович
39. Чаюн Ігор Олександрович
40. Чебанов Вадим Валентинович
41. Чебанов Михайло Анатолійович
42. Чеботарь Руслан Петрович
43. Чеботарьов Едуард Едуардович
44. Чеботарьов Михайло Анатолійович
45. Чеботарьов Михайло Вікторович
46. Чеверда Андрій Геннадійович
47. Чегурко Олександр Петрович
48. Чекан Андрій Юрійович
49. Чекеренда Богдан Володимирович
50. Челяда Олександр Олександрович
51. Челядінов Олександр Андрійович
52. Чемерис Андрій Іванович
53. Пен Ченьлян
54. Чепелюк Володимир Миколайович
55. Чепіга Валерій Якович
56. Чепіга Микола Миколайович
57. Чепінога Едуард В'ячеславович
58. Чепіль Андрій Ігорович
59. Чепіль Володимир Васильович
60. Чеповський Роман Сергійович
61. Чепурний Євген Юрійович
62. Червенко Дмитро Миколайович
63. Червінський Андрій Валерійович
64. Червона Яна Михайлівна
65. Червонець Костянтин Миколайович
66. Черв'як Олександр Володимирович
67. Чергикало Андрій[3]
68. Чергінець Сергій Миколайович
69. Череватий Євген Олександрович
70. Череватий Ярослав Миколайович
71. Чередєєв Максим Володимирович
72. Чередник Максим Вікторович
73. Чередник Сергій Валентинович[4]
74. Чередниченко Дмитро Анатолійович — старший солдат Збройних сил України, учасник російсько-української війни.[5]
75. Чередниченко-Москаленко Сергій Юрійович
76. Чередніченко Денис Ігорович
77. Чередніченко Євген Володимирович
78. Чередніченко Максим Іванович
79. Черемис Руслан Володимирович
80. Черепанов Микола Олегович
81. Черепаха Олександр Іванович
82. Черепін Олександр Васильович
83. Черкасенко Олег Георгійович
84. Черкасов Вадим Віталійович
85. Черкасов Володимир Юрійович
86. Черкасова Вікторія Олексіївна
87. Черкашин Андрій Олександрович
88. Черкашин Олександр Миколайович
89. Черкашин Олександр Олексійович
90. Черкашин Сергій Віталійович
91. Черкез Євген Євгенович
92. Черков В'ячеслав Сергійович
93. Черкун Максим Миколайович
94. Черналевський Руслан Валентинович
95. Черначук Андрій Олександрович
96. Черначук Петро Олександрович
97. Чернега Олександр Вікторович
98. Черненко Віталій Іванович
99. Черненко Володимир Вікторович
100. Черненко Дмитро Сергійович
101. Черненко Євгенія Юріївна
102. Черненко Максим Зеновійович
103. Черненко Олександр Іванович
104. Черненко Олександр Миколайович
105. Черненко Роман Іванович
106. Черненко Роман Олександрович
107. Черненко Сергій Миколайович
108. Черненко Юрій Васильович
109. Черненко Ярослав Іванович
110. Чернецький Олександр Анатолійович
111. Черник Олена Михайлівна
112. Черних Андрій Анатолійович
113. Черних Антон Євгенович
114. Черних Богдан Сергійович
115. Черних Віталій Віталійович
116. Черних Владислава Валентинівна
117. Черних Євген Сергійович
118. Черних Юрій Анатолійович
119. Черниш Володимир Анатолійович
120. Черниш Ігор Володимирович
121. Черниш Максим Володимирович
122. Черниш Микола Анатолійович
123. Черниш Олег Сергійович
124. Черниш Павло[6]
125. Черниш Ярослав Михайлович[7]
126. Чернишев Вадим Михайлович
127. Чернишов Володимир[8]
128. Чернишев Сергій Сергійович[9]
129. Чернишов Олексій Вікторович
130. Черній Любомир Михайлович[10]
131. Черній Олег Іванович
132. Черніков Владислав Денисович
133. Черніков Костянтин[11]
134. Черніков Олександр Юрійович
135. Черніков Павло Олександрович
136. Чернілевський Ілля Станіславович
137. Черніченко Олександр Анатолійович
138. Чернов Віктор Анатолійович
139. Чернов Віктор Володимирович
140. Чернов Дмитро Сергійович
141. Чернов Олександр Олександрович
142. Чернов Сергій Сергійович
143. Черноморченко Ростислав Олександрович
144. Черноусов Андрій Олегович
145. Черноусов Ігор Валерійович
146. Чернюк Юрій Петрович
147. Чернюх Віктор Ярославович
148. Чернявський Андрій Володимирович
149. Чернявський Денис Анатолійович
150. Чернявський Микола Валерійович
151. Чернявський Олександр Іванович
152. Чернявський Олексій Едуардович
153. Чернявський Павло Олегович
154. Черняк Ігор Васильович
155. Черняхівський Максим Іванович
156. Чертков Євген Сергійович
157. Чертков Михайло Юрійович
158. Черушев Батирбек Віталійович
159. Черяник Максим Юрійович
160. Черьомухін Роман[12]
161. Чеславський Володимир Едвардович
162. Чеський Олександр Миколайович
163. Четверіков Андрій Костянтинович
164. Четверіков Олександр Дмитрович
165. Чефранов Павло Вадимович
166. Чех Юрій Олександрович
167. Чехун Олександр[13]
168. Чехун Роман Георгійович
169. Чечинов Ігор Дмитрович[9]
170. Чибінєєв Роман Вікторович
171. Чигирин Сергій Юрійович
172. Чекан Денис Володимирович
173. Чигрин Владислав Олександрович
174. Чигрин Микола Миколайович
175. Чигрин Олександр Іванович
176. Чигринов Дмитро Вікторович
177. Чиж Віктор Станіславович
178. Чиж Володимир Володимирович
179. Чиж Максим Васильович
180. Чиж Микола Михайлович
181. Чиж Олег Володимирович
182. Чиж Олександр Вікторович
183. Чиженко Максим Олександрович
184. Чижиков Сергій Григорович
185. Чижов Сергій Миколайович
186. Чижов Юрій Миколайович
187. Чикида Максим Володимирович
188. Чирва Андрій Олександрович
189. Чирук Олександр Сергійович
190. Чирцов Олександр Семенович
191. Чирченко Сергій Юрійович
192. Числюк Валерій Анатолійович
193. Чистов Андрій Миколайович
194. Читадзе Едуард Михайлович
195. Чичельник Дмитро Олександрович
196. Чичкан Артем Васильович
197. Чичкан Давид Ілліч
198. Чишко Андрій[14]
199. Чікал Юрій Дмитрович
200. Чікобава Бахва
201. Чілікін Віталій Анатолійович
202. Чіндяскін Євген Валерійович
203. Чіпак Дмитро Валентинович
204. Чітішвілі Дато Шотович
205. Зураб Чіхелідзе
206. Чічіка Іван Євгенович
207. Чічка Андрій Іванович
208. Ву Чжунда[15]
209. Чкалов Артур Павлович
210. Чкалов Олександр Павлович
211. Чмелик Оксана Миколаївна
212. Чмелівський Віталій Володимирович
213. Чмихаленко Валерій Петрович
214. Чміль Володимир Михайлович
215. Чмут Тарас Миколайович
216. Чобан Микола Іванович
217. Чобану Степан Іванович
218. Чобанюк Іванна Василівна
219. Чоботарь Валерій Георгійович
220. Чоботок Володимир Іванович
221. Чоловський Олександр Анатолійович
222. Чоловський Олександр Миколайович
223. Чоп Михайло Федорович
224. Чоп Сергій Миколайович
225. Чопенко Олександр Анатолійович
226. Чопик Володимир Іванович[16]
227. Чопик Станіслав Петрович
228. Чопик Юрій Степанович
229. Чопко Віктор Олександрович
230. Чорій Павло Володимирович
231. Чорний Анатолій Володимирович
232. Чорний Антон Володимирович
233. Чорний Вадим Валентинович
234. Чорний Вадим Олександрович
235. Чорний Володимир Володимирович (військовик)
236. Чорний Володимир  Сергійович[17]
237. Чорний Іван Іванович (Герой України)
238. Чорний Микола Вікторович
239. Чорний Олександр Анатолійович
240. Чорний Олександр Володимирович
241. Чорний Сергій Миколайович
242. Чорний Сергій Сергійович
243. Чорний Тарас Олександрович
244. Чорній Євген Ігорович
245. Чорній Роман Ігорович
246. Чорній Роман Ярославович
247. Чорнобай Василь Сергійович ‎
248. Чорнобай Віктор Володимирович
249. Чорногуз Ярина Ярославівна
250. Чорнокнижний Максим Петрович
251. Чорноліс Олег Сергійович
252. Чорномаз Роман Богданович
253. Чорноморець Віктор Олександрович
254. Чорноморець Олег Васильович
255. Чорноус Володимир Михайлович
256. Чорпіта Олександр Олександрович
257. Чотій Андрій Леонідович
258. Чочишвілі Лаша Кукурієвич
259. Чуб Олександр (Герой України)
260. Чуб Олександр Володимирович
261. Чубак Василь Іванович
262. Чубань Сергій Миколайович
263. Чубар Тетяна Миколаївна
264. Чубарев Денис Миколайович
265. Чубатенко Руслан Валерійович
266. Чубашев Олексій Олександрович
267. Чубенко Володимир Сергійович
268. Чубін Борис Валерійович
269. Чубінашвілі Михайло Давидович
270. Чудопалов Назар Борисович
271. Чуйко Олександр Олександрович
272. Чуйко Степан Степанович
273. Чукін Олександр Геннадійович
274. Чулков Олександр Євгенович
275. Чума Іван Михайлович
276. Чумак Андрій Володимирович
277. Чумак Василь Олегович
278. Чумак Віталій Анатолійович
279. Чумак Віталій Миколайович
280. Чумак Денис Миколайович
281. Чумак Дмитро Сергійович
282. Чумак Максим Вікторович
283. Чумак Микола Миколайович
284. Чумак Олександр Володимирович
285. Чумаченко Дмитро Романович
286. Чумаченко Євген Олександрович
287. Чумаченко Михайло Михайлович
288. Чумаченко Олександр Миколайович
289. Чумичка Василь Миколайович
290. Чунтул Віталій Манолійович
291. Чупак Юрій Олександрович
292. Чупилка Анатолій Михайлович
293. Чупіков Євген Євгенович
294. Чуприна Валерій Олександрович
295. Чуприна Олександр Васильович
296. Чуприна Сергій[18]
297. Чупрін Михайло Русланович
298. Чупров Анатолій Олександрович
299. Чупрун Ігор Миколайович
300. Чурбанов Євген Валентинович
301. Чурбанов Сергій Анатолійович
302. Чуркін Павло Ігорович
303. Чурсін Костянтин Миколайович
304. Чурута Валентин Павлович
305. Чухно Олександр Іванович
306. Чухнов Аркадій Сергійович
307. Чухай Сергій Сергійович
308. Чухрай Валерій Вікторович
309. Чуча Олексій Юрійович
310. Чучак Роман Володимирович
311. Чучалін Петро Юрійович
312. Чучула Сергій Сергійович